# Pilea rivularis
Pilea rivularis es una especie de planta del género Pilea, perteneciente a la familia Urticaceae.

## Taxonomía
Pilea rivularis fue descrita por Hugh Algernon Weddell en 1856.

## Distribución
Se encuentra en el territorio de Nigeria hasta Etiopía y Sudáfrica, y también en Comoras y Madagascar.